# Домб'є (Любуське воєводство)
Домб'є (пол. Dąbie) — село в Польщі, у гміні Домбе Кросненського повіту Любуського воєводства.
Населення — 410 осіб (2011).
У 1975-1998 роках село належало до Зеленогурського воєводства.

## Демографія
Демографічна структура станом на 31 березня 2011 року:
|          | Загалом | Допрацездатний вік | Працездатний вік | Постпрацездатний вік |
| -------- | ------- | ------------------ | ---------------- | -------------------- |
| Чоловіки | 203     | 43                 | 153              | 7                    |
| Жінки    | 207     | 35                 | 140              | 32                   |
| Разом    | 410     | 78                 | 293              | 39                   |